# Оби (остров)
О́би (индон. Pulau Obi, также Obira) — индонезийский остров, самый крупный в составе одноимённого архипелага, входящего в состав Молуккских островов. Его площадь составляет 2542 км². Административно относится к округу Южная Хальмахера провинции Северное Малуку.

## География
Оби находится на стыке морей Серам (омывает его с юга) Молуккскиого (с северо-запада) Хальмахера (с северо-востока). Остров расположен к югу от острова Хальмахера, наиболее крупного острова Молуккского архипелага, и островов Бачан, от которых его отделяет пролив Оби. На западе находится остров Манголе, входящий в состав островов Сула, а на юго-востоке и юго-западе за морем Серам расположены острова Серам и Буру. Следующий остров на востоке — Мисоол, который больше не является частью Молуккских островов. Следующие по величине острова архипелага Оби — Биса и Обилату на северо-западе, Тобалай на востоке, Гумуму на юге и Тапат и Белангбеланг на северо-западе. Однако эти острова значительно меньше площади острова Оби.
В глубине острова Оби гористая местность, местами поросшая густым дождевым лесом, самая высокая точка острова — 1611 метров. Остров протянулся на 84 километра с востока на запад и на 47 километров с севера на юг. Климат острова — тропический, со среднегодовой температурой 21 °C и среднемесячной температурой от 20 до 22 °C. Годовое количество осадков составляет 2538 мм, из которых 312 мм выпадает в июне и 78 мм — в октябре.

## Население
В 2010 году на Оби проживало чуть менее 30 000 человек. Население в основном сосредоточено на побережье, высокогорье малонаселенно. Самые крупные поселения — Лайвуи на северном побережье, Сесепе на северо-восточном побережье, Вуи на юго-восточном побережье и Флук на южном побережье. Во внутренних районах есть только несколько поселений шахтеров и фермеров, выращивающих гвоздику во время сбора урожая. Около 1500 жителей — студенты.
На острове нет коренных жителей. Первым здесь поселилось племя бутон. За ними последовали племена Тобело-Галела, Тернате, Тидоре, Макиан-Каяо, Бугис, Макассар и Джава. Они селились на побережье и занимались рыболовством и земледелием. На Оби говорят на папуасских языках галела и тобело.

## Экономика
Сельское хозяйство и рыболовство являются основным источником дохода для жителей острова. В больших масштабах ведётся заготовка древесины на экспорт, а копра (кокосовый орех), какао-бобы, гвоздика, мускатный орех и перец также продаются на рынке. Лесной массив площадью 130 км² планируется объявить природным заповедником, а промышленная добыча никелевой руды в настоящее время находится на пробной стадии. Завершение технико-экономического обоснования, проведённого индонезийской компанией в сотрудничестве с китайской компанией и стоимостью 2 млн долларов США, запланировано на август 2008 года. Для этого необходимо провести масштабную расчистку лесов и построить порт. На острове также имеются месторождения золота, угля и нефти.
В Лайвуи, расположенном на побережье на севере острова, есть единственный на острове причал для пассажирских судов. Центр города находится примерно в километре от причала. До других населенных пунктов на побережье можно добраться только с кораблей, пересаживаясь на небольшие лодки. Оби не обслуживается судами Pelni, но есть регулярное сообщение, осуществляемое небольшими судами через южный соседний остров Гомуму с Амбоном и с остановкой на острове Биса с главным городом Лабуха на острове Бакан. Единственная настоящая дорога соединяет несколько мест на северном побережье, в остальном здесь есть изолированные лесные дороги, по которым трудно ориентироваться.
Туризм не является крупной отраслью на Оби. Основными видами деятельности являются дайвинг и другие водные виды спорта, поскольку подводный мир вокруг Оби очень разнообразен. Главная достопримечательность — небольшой прибрежный остров Самбики с его нетронутыми пляжами и возможностями для снорклинга.

## Флора и фауна
Эндемиком острова является вид бабочек Ornithoptera aesacus из семейства парусников. МСОП относит его к категории исчезающих, поскольку вырубка лесов сокращает ареал его обитания. Также эндемиком островов Оби является Phalanger rothschildi, а эндемичный голубь Ptilinopus granulifrons классифицируется как находящийся под угрозой исчезновения.
Всего обнаружено 189 видов птиц и не менее 15 видов млекопитающих, включая интродуцированные виды, такие как кабан, малая крыса, Rattus tanezumi и местные плавучие крысы, а также различные летучие мыши, летучие лисицы и представитель рода белозубок.